# هلیکوپترز (نیوزلند)
هلیکوپترز (به انگلیسی: Helicopters (NZ)) یک شرکت هواپیمایی است که در تاریخ ۱۹۵۵ میلادی تأسیس شده است.
دفتر مرکزی هلیکوپترز در نلسون، نیوزیلند واقع شده‌است.